# Yan Stastny
Yan Pavol Stastny (* 30. září 1982 Québec) je bývalý americký hokejový útočník slovenského původu narozený v Kanadě.

## Hráčská kariéra
Byl draftován v roce 2002 v 8. kole, celkově jako 259., týmem Boston Bruins.
1. března 2006 poprvé hrál v National Hockey League (NHL) v týmu Edmonton Oilers proti St. Louis Blues. V sezoně odehrál na farmě Oilers (Iowa Stars) 51 zápasů.
9. března 2006 byl vyměněn s Marty Reasonernem a druhé kolo draftu 2006 (Milan Lucic) do Boston Bruins za Sergeje Samsonova.
16. ledna 2007 byl vyměněn z Bostonu Bruins do týmu St. Louis Blues za páté kolo draftu 2007.
3. března 2010 byl vyměněn ze St. Louis Blues do týmu Vancouver Canucks za Pierra-Cedrica Labrieho. Za tým Canucks nehrál žádný zápas. Hrál pouze na farmě v American Hockey League (AHL) za Manitoba Moose.
29. června 2010 podepsal smlouvu na 3 roky s týmem HC CSKA Moskva který hraje v Kontinental Hockey League (KHL).
8. října 2016 Stastny posílil extraligový tým HC Vítkovice Ridera. Hned 9. října 2016 při svém prvním extraligovém startu za Vítkovice vstřelil v utkání 11. kola Tipsport extraligy proti HC Dynamo Pardubice vítěznou branku.
8. srpna 2017 Stastny odešel do EHC Lustenau hrající Alpskou hokejovou ligu, kde po sezóně ukončil kariéru.

## Osobní život
Pochází ze slavné hokejové rodiny. Jeho otec Peter Šťastný je členem Hokejové síně slávy. Jeho strýcové Anton a Marián Šťastný také hráli v NHL a jeho bratr Paul Stastny hraje za Winnipeg Jets.

## Ocenění a úspěchy
- 2005 DEL – All-Star Game

## Prvenství

### NHL
- Debut – 1. března 2006 (Edmonton Oilers proti St. Louis Blues)
- První asistence – 25. března 2006 (Boston Bruins proti Buffalo Sabres)
- První gól – 13. dubna 2006 (Boston Bruins proti Montreal Canadiens, švýcarskému brankáři Davidu Aebischerovi)

### KHL
- Debut - 9. září 2010 (CSKA Moskva proti HK Spartak Moskva)
- První gól - 21. září 2010 (CSKA Moskva proti Avtomobilist Jekatěrinburg, ruskému brankáři Jevgenij Zaregorodžev)
- První asistence - 5. října 2010 (Avangard Omsk proti CSKA Moskva)

### ČHL
- Debut - 9. října 2016 (HC Vítkovice Ridera proti HC Dynamo Pardubice)
- První gól - 9. října 2016 (HC Vítkovice Ridera proti HC Dynamo Pardubice, americkému brankáři Brandonu Maxwellovi)
- První asistence - 14. října 2016 (HC Olomouc proti HC Vítkovice Ridera)

## Klubové statistiky
| Sezóna       | Klub                   | Soutěž       |    | Základní část | Základní část | Základní část | Základní část | Základní část |   | Play off | Play off | Play off | Play off | Play off |
| Sezóna       | Klub                   | Soutěž       | Z  | G             | A             | B             | TM            | Z             | G | A        | B        | TM       |          |          |
| 1999/2000    | St. Louis Sting        | NAHL         | 45 | 12            | 23            | 35            | 77            | —             | — | —        | —        | —        |          |          |
| 2000/2001    | St. Louis Sting        | NAHL         | 6  | 0             | 2             | 2             | 23            | —             | — | —        | —        | —        |          |          |
| 2000/2001    | Omaha Lancers          | USHL         | 44 | 17            | 14            | 31            | 101           | 11            | 6 | 6        | 12       | 12       |          |          |
| 2001/2002    | Notre Dame             | NCAA         | 33 | 6             | 11            | 17            | 38            | —             | — | —        | —        | —        |          |          |
| 2002/2003    | Notre Dame             | NCAA         | 39 | 14            | 9             | 23            | 44            | —             | — | —        | —        | —        |          |          |
| 2003/2004    | Nürnberg Ice Tigers    | DEL          | 44 | 9             | 20            | 29            | 83            | 6             | 0 | 1        | 1        | 6        |          |          |
| 2004/2005    | Nürnberg Ice Tigers    | DEL          | 51 | 24            | 30            | 54            | 60            | 6             | 2 | 1        | 3        | 8        |          |          |
| 2005/2006    | Iowa Stars             | AHL          | 51 | 14            | 17            | 31            | 42            | —             | — | —        | —        | —        |          |          |
| 2005/2006    | Edmonton Oilers        | NHL          | 3  | 0             | 0             | 0             | 0             | —             | — | —        | —        | —        |          |          |
| 2005/2006    | Boston Bruins          | NHL          | 17 | 1             | 3             | 4             | 10            | —             | — | —        | —        | —        |          |          |
| 2005/2006    | Providence Bruins      | AHL          | —  | —             | —             | —             | —             | 6             | 0 | 5        | 5        | 12       |          |          |
| 2006/2007    | Boston Bruins          | NHL          | 21 | 0             | 2             | 2             | 19            | —             | — | —        | —        | —        |          |          |
| 2006/2007    | Providence Bruins      | AHL          | 11 | 3             | 9             | 12            | 12            | —             | — | —        | —        | —        |          |          |
| 2006/2007    | Peoria Rivermen        | AHL          | 39 | 11            | 17            | 28            | 35            | —             | — | —        | —        | —        |          |          |
| 2007/2008    | Peoria Rivermen        | AHL          | 43 | 13            | 11            | 24            | 69            | —             | — | —        | —        | —        |          |          |
| 2007/2008    | St. Louis Blues        | NHL          | 12 | 1             | 1             | 2             | 9             | —             | — | —        | —        | —        |          |          |
| 2008/2009    | St. Louis Blues        | NHL          | 34 | 3             | 4             | 7             | 20            | —             | — | —        | —        | —        |          |          |
| 2008/2009    | Peoria Rivermen        | AHL          | 30 | 12            | 7             | 19            | 21            | 6             | 2 | 2        | 4        | 2        |          |          |
| 2009/2010    | Peoria Rivermen        | AHL          | 49 | 10            | 17            | 27            | 51            | —             | — | —        | —        | —        |          |          |
| 2009/2010    | St. Louis Blues        | NHL          | 4  | 1             | 0             | 1             | 0             | —             | — | —        | —        | —        |          |          |
| 2009/2010    | Manitoba Moose         | AHL          | 16 | 2             | 4             | 6             | 18            | —             | — | —        | —        | —        |          |          |
| 2010/2011    | CSKA Moskva            | KHL          | 49 | 5             | 8             | 13            | 52            | —             | — | —        | —        | —        |          |          |
| 2011/2012    | Nürnberg Ice Tigers    | DEL          | 40 | 14            | 21            | 35            | 92            | —             | — | —        | —        | —        |          |          |
| 2012/2013    | Nürnberg Ice Tigers    | DEL          | 42 | 16            | 17            | 33            | 83            | 3             | 1 | 4        | 5        | 2        |          |          |
| 2013/2014    | Nürnberg Ice Tigers    | DEL          | 28 | 9             | 13            | 22            | 44            | 4             | 1 | 0        | 1        | 8        |          |          |
| 2014/2015    | Mora IK                | SHL          | 23 | 1             | 4             | 5             | 12            | —             | — | —        | —        | —        |          |          |
| 2015/2016    | Shwenninger Wild Wings | DEL          | 38 | 10            | 10            | 20            | 10            | —             | — | —        | —        | —        |          |          |
| 2016/2017    | HC Vítkovice Ridera    | ČHL          | 37 | 7             | 7             | 14            | 26            | 5             | 0 | 0        | 0        | 0        |          |          |
| 2017/2018    | EHC Lustenau           | AlpsHL       | 39 | 25            | 28            | 53            | 22            | —             | — | —        | —        | —        |          |          |
| Celkem v NHL | Celkem v NHL           | Celkem v NHL | 91 | 6             | 10            | 16            | 58            | —             | — | —        | —        | —        |          |          |

## Reprezentace
| Rok                       | Tým                       | Soutěž                    | Z  | G | A | B | TM |
| ------------------------- | ------------------------- | ------------------------- | -- | - | - | - | -- |
| 2005                      | USA                       | MS                        | 7  | 2 | 0 | 2 | 6  |
| 2006                      | USA                       | MS                        | 7  | 1 | 0 | 1 | 2  |
| 2011                      | USA                       | MS                        | 7  | 1 | 1 | 2 | 4  |
| Seniorská kariéra celkově | Seniorská kariéra celkově | Seniorská kariéra celkově | 21 | 4 | 1 | 4 | 12 |